# Пи² Большой Медведицы b
Пи² Большой Медведицы b — экзопланета на орбите вокруг Пи² Большой Медведицы, на расстоянии в примерно 252 световых года в созвездии Большой Медведицы. Минимальная масса планеты оценивается в 7 Юпитеров. Планета вращается на расстоянии в 0.87 а.е от звезды по орбите с большим эксцентриситетом.